# Nova Haleșciîna
Nova Haleșciîna (în ucraineană Нова Галещина) este o așezare de tip urban din raionul Kozelșciîna, regiunea Poltava, Ucraina. În afara localității principale, mai cuprinde și satele Horbani și Velîka Bezuhlivka.

## Demografie
Componența lingvistică a așezării de tip urban Nova Haleșciîna
     Ucraineană (95,22%)
     Rusă (4,29%)
     Alte limbi (0,12%)
Conform recensământului din 2001, majoritatea populației așezării de tip urban Nova Haleșciîna era vorbitoare de ucraineană (95,22%), existând în minoritate și vorbitori de rusă (4,29%).